# Osborne
Osborne je priimek več oseb:
- Coles Alexander Osborne, britanski general
- Edmund Archibald Osborne, britanski general
- Helen Osborne (1939-2004), ameriška novinarka, žena J. Osborna
- John Osborne (1929-1994), ameriški dramatik